# Георг Христіан Едер
Георг Христіан Едер фон Ольденбург (нім. Georg Christian Oeder von Oldenburg; 1728—1791) — німецький та данський ботанік та лікар, творець ботанічного атласу Flora Danica.

## Біографія
Георг Христіан Едер народився 3 лютого 1728 року у німецькому місті Ансбах.
Вивчав медицину в Геттінгенському університеті, у 1749 році здобув ступінь доктора медицини. У 1752 році переїхав з Німеччини до Данії. З 1754 до 1770 року Едер був королівським професором ботаніки у Копенгагенському університеті. З 1755 до 1760 року він декілька разів відвідував Норвегію. У 1766 році Едер почав видавати фундаментальну роботу Flora Danica, яка була закінчена лише через 123 роки. У 1773 році Георг Христіан був призначений губернатором у данському князівстві Ольденбург. У 1788 році Едер став дворянином.
Георг Христіан Едер помер 28 січня 1791 року в Ольденбурзі.

## Окремі наукові праці
- Oeder, G.Ch. (1764—1766). Einleitung zu der Kräuterkenntniss. 2 vols., 464 p.
- Oeder, G.Ch. (1764—1766). Elementa botanicae. 2 vols., 382 p.
- Oeder, G.Ch. (1764—1766). Indledning til Plante-Laeren. 2 vols., 402 p.
- Oeder, G.Ch.; Müller, O.F. (1766—1777). Flora Danica. vol. 1—4.
- Oeder, G.Ch. (1769). Nomenclator botanicus. 231 p.
- Oeder, G.Ch. (1770). Enumeratio plantarum florae danicae. 112 p.
- Oeder, G.Ch. (1770). Verzeichniss zur der Flora danica. 137 p.

## Роди рослин, названі на честь Г. Х. Едера
- Oedera Crantz, 1768, nom. rej. [syn.  Dracaena Vand. ex L., 1768]
- Oedera L., 1771, nom. cons.